# Topi
Topi (Damaliscus lunatus) är en art i underfamiljen ko-, lyr- och gnuantiloper som förekommer i Afrika. Ibland avses bara underarten D. l. topi med namnet topi. En del forskare delar upp Damaliscus lunatus i tre arter.

## Kännetecken
Djurets torso har en rödbrun färg. Extremiteterna eller bara deras ansats är liksom huvudet mörkare. Kroppslängden ligger vid 120 centimeter och vikten vid 130 kilogram. Horn finns hos bägge kön. Hornen har en gemensam basis och påminner om en halvmåne på rygg eller om en lyra, vilket gav hela släktet dess namn.

## Levnadssätt
Som gräsätare föredrar topin den öppna savannen. Vanligtvis går de långsamt men vid fara når de hastigheter upp till 70 km/t. Under flykten nickar de påfallande med huvudet.
Topi lever i mindre flockar som vanligen består av en dominant hanne, ungefär åtta honor och deras ungdjur. Unga hannar jagas bort när de är cirka ett år gamla, honor stannar vanligen i gruppen. Innan de unga hannarna är könsmogna bildar de egna grupper. Dessa upplöses efter cirka fyra år och hannarna provar att etablera egna flockar. Alfahannarna försöker försvara sin flock mot inkräktare. Oftast räcker det med att uppträda hotfullt. I vissa fall uppstår allvarliga strider där hannarna använder sina horn. Gamla hannar som jagats bort från sin grupp lever sedan ensamma.
IUCN listar arten som livskraftig (LC).

## Systematik
Artens ställning i systematiken är inte helt utredd. Vanligen skiljs mellan följande underarter:
- D. l. topi, i savanner av östra Afrika.
- D. l. lunatus, i södra Afrika.
- D. l. korrigum, i västra Afrika.
- D. l. tiang, Tchad och Centralafrikanska republiken.
- D. l. jimela, i området kring de stora sjöarna.

Wilson & Reeder (2005) skiljer däremot mellan tre olika arter:
- Damaliscus korrigum, omfattar de nordliga underarterna (topi, korrigum, jimela - tiang godkänns inte).
- Damaliscus lunatus, den södra populationen.
- Damaliscus superstes, en population som 2003 blev beskriven för första gången, lever i norra Zambia.

Hirolaantilopen, Damaliscus hunteri eller Beatragus hunteri, anses sedan länge som egen art.